# 黒いジャガーのテーマ
「黒いジャガーのテーマ」（原題： Theme from Shaft）は、アイザック・ヘイズが1971年に発表した楽曲。同年公開の映画『黒いジャガー』の主題歌であり、第44回アカデミー賞の歌曲賞を受賞した。

## 概要
アイザック・ヘイズは映画の主人公である私立探偵、ジョン・シャフトのパーソナリティーに合わせて詞を書いた。ヘイズのリード・ボーカルと4人のコーラスの掛け合いで構成されている。コーラスはパット・ルイス、ローズ・ウィリアムズ、ミッチェル・バトラー、トニー・オーランド&ドーンのテルマ・ホプキンズが務めた。バーケイズからジェームズ・アレクサンダー（ベース）、マイケル・トールズ（ギター）、ウィリー・ホール（ドラムズ）がレコーディングに参加。ワウペダルを用いた印象的なイントロのギターはチャールズ・ピッツが弾いている。編曲はヘイズとジョニー・アレンが共同して行った。
映画『黒いジャガー』は1971年7月2日に公開され、ほどなくしてサウンドトラック・アルバム『Shaft』が発売される。主題歌「黒いジャガーのテーマ」は9月30日にシングルカットされた。B面は「レジオのカフェで（Cafe Regio's）」。
同年11月20日から11月17日にかけてビルボード・Hot 100の1位を2週連続で記録した。また、ビルボードのソウル・チャートも2位、イージーリスニング・チャートは6位、全英シングルチャートは4位を記録するなど大ヒットとなった。また、アルバム『Shaft』もBillboard 200の1位を記録している。
1972年4月、第44回アカデミー賞の歌曲賞を受賞。ヘイズはアカデミー賞における俳優部門以外の賞を初めて受賞したアフリカ系アメリカ人となった。
同年8月20日、スタックス・レコードはロサンゼルス・メモリアル・コロシアムでコンサート「ワッツタックス」を開催。ヘイズはトリで出演し「黒いジャガーのテーマ」を歌った（映画『ワッツタックス/スタックス・コンサート』に収録）。
1973年に発表したライブ・アルバム『Live at the Sahara Tahoe』にライブ・バージョンが収められている。
ザ・ベンチャーズがカバーしたものが、日本では1972年1月1日にシングル発売された。